# چیتا (فیلم)
«چیتا» (انگلیسی: Chita (film)) یک فیلم است که در سال ۱۹۹۴ منتشر شد.